# OBN
OBN es un canal de televisión privado de Bosnia y Herzegovina, perteneciente a AMC Networks International Central Europe y el empresario Ivan Ćaleta. Se trata de un canal generalista que emite informativos, series, películas, programas de entretenimiento y deporte. 

## Historia
El canal inició emisiones el 23 de julio de 1996 por iniciativa del Alto Representante para Bosnia y Herzegovina, un año después de finalizar la guerra, con el objetivo de establecer una cadena de televisión neutral e independiente, ofreciendo una programación orientada al público bosnio con noticias generales. Los propietarios internacionales invirtieron unos 20 millones de dólares en su desarrollo como canal de televisión neutral.
Hasta el 2000, el canal estuvo bajo la gestión del Alto Representante y la Unión Europea. Posteriormente, Ivan Ćaleta, entonces propietario de Nova TV, adquirió el canal. 
En agosto de 2011, Chellomedia adquirió el 85% de la cadena. Ćaleta recompró la participación del 85% de AMC Networks International en el canal de televisión en noviembre de 2019, convirtiéndolo nuevamente en el único propietario del canal.